# Декения
Декения (лат. Deckenia) — монотипный род пальм. Единственный вид — декения благородная (Deckenia nobilis). Назван в честь немецкого путешественника Карла Клауса фон дер Деккена (1833—1865).
Декения — одна из шести пальм-эндемиков Сейшельских островов. Растёт в лесах до высоты в 600 м. Охранный статус — EN.
В целях сохранения эндемиков Сейшел был организован резерват Валле-де-Мэ на острове Праслен, где вырубка запрещена. Основная опасность — бесконтрольная вырубка для получения сердцевины.
Декения благородная — самая высокая из сейшельских пальм, растения достигают высоты 40 м.